# پارک ملی هالاسان
پارک ملی هالاسان (به لاتین: Hallasan National Park) یک پارک ملی در کره جنوبی است که در استان ججو واقع شده‌است.